# Budur
Budur is een bestuurslaag in het regentschap Cirebon van de provincie West-Java, Indonesië. Budur telt 4396 inwoners (volkstelling 2010).